# Venkovský dům č.p. 159

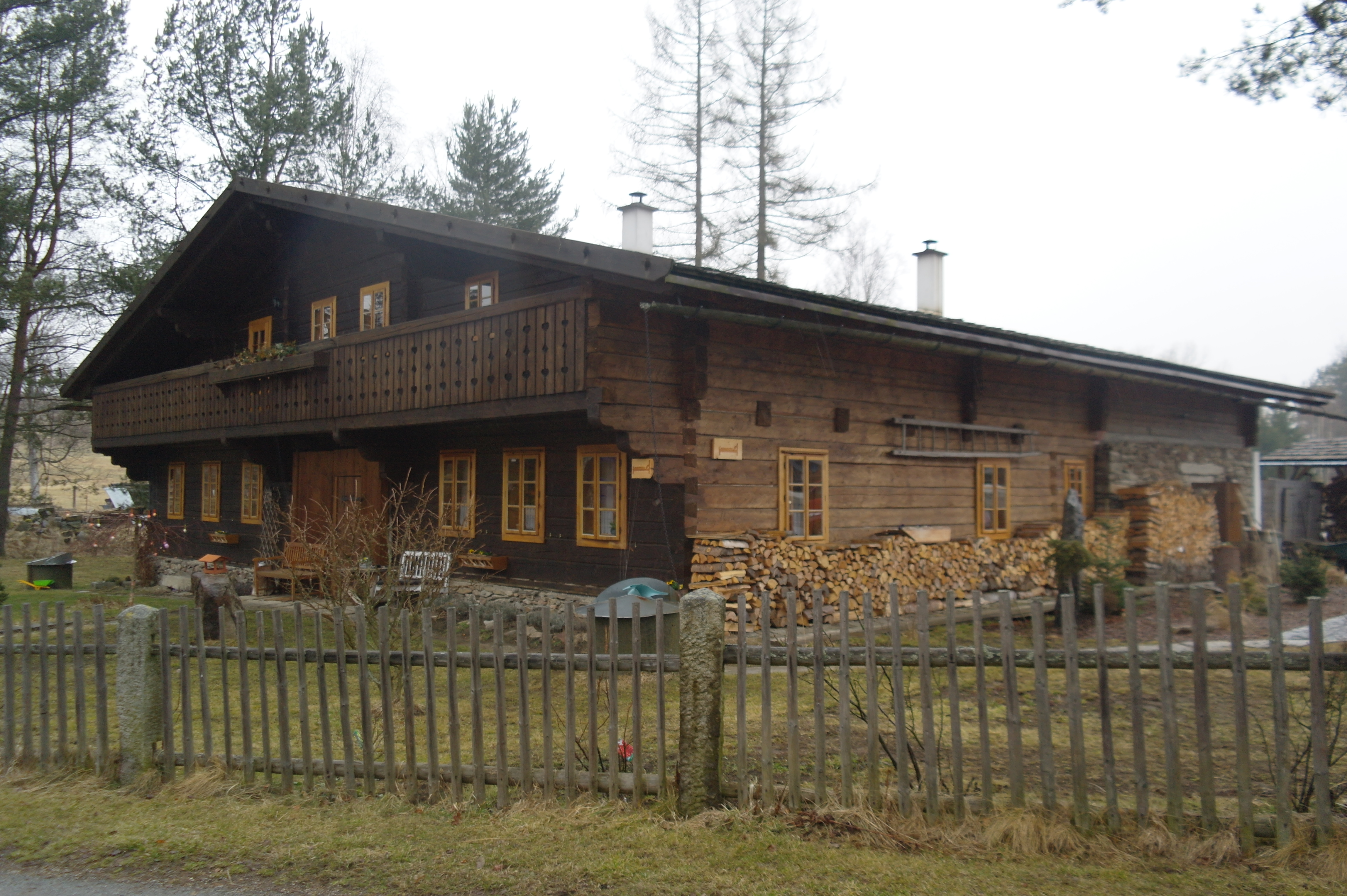
Gesamtansicht von Südosten (2018)

Venkovský dům č.p. 159 (K. V. Raise č.p. 159) in Volary (deutsch Wallern), einer Stadt in der Region Jihočeský kraj (Südböhmen) in Tschechien, ist ein denkmalgeschütztes Bauern- bzw. Landhaus (tschechisch venkovský dům) der Barockzeit. Das Gebäude in der Bauart eines Wallerer Hauses wird auf das 18. Jahrhundert datiert.

## Lage
Das Wohnhaus steht am nördlichen Ende der nach Karel Václav Rais benannten Straße K. V. Raise auf dem östlichen Ufer des Baches Volarský potok (Langwiesenbach oder Schreinerbach). Die benachbarten Gebäude č.p. 160, 162 und 163 sind ebenfalls Kulturdenkmale. Die Nummer „159“ ist eine Konskriptionsnummer (číslo popisné, č.p.).

## Geschichte
Der Ort Volary/Wallern wurde 1359 erstmals urkundlich erwähnt und erhielt erst 1871 die Stadtrechte. Die ursprüngliche Siedlung entstand am Goldenen Steig während der Besiedlung des Böhmerwalds im 13. und 14. Jahrhundert. Eine weitere Kolonisierungswelle fand im 16. und 17. Jahrhundert statt.
Das Haus 159 stammt wahrscheinlich aus dem 18. Jahrhundert. Es trug den Hausnamen Zaunbaur und gehörte 1945 Josef Haselsteiner. Das Gebäude wurde am 3. Mai 1958 als Kulturdenkmal unter Schutz gestellt und am 25. Juli 1995 in das nördliche Denkmalreservat (památková rezervace) der Stadt Volary (ÚSKP 1074) aufgenommen. Das Haus wurde sieben Jahre nach einem schweren Brandschaden im Jahr 2005 in seiner ursprünglichen Form restauriert. Es ist in Appartements unterteilt und wird an Feriengäste vermietet.

## Beschreibung
Trotz des Brandschadens ist die großformatige Anlage des Mitteltennenhauses erhalten geblieben. Das Gebäude ist auf einem Natursteinfundament weitgehend in Blockbohlenbauweise errichtet worden. Die Balken wurden mit einem breiten Zimmermannsbeil behauen. Das Satteldach mit geringer Neigung ist mit Holzschindeln eingedeckt. Die Ostfassade wurde nach dem Brand neu errichtet. Das Haus ist zweigeschossig und hat an seiner Schmalseite acht Fensterachsen. Der Balkon mit geschnitztem Geländer erstreckt sich über die gesamte Breite des Dachgeschosses. Hinter der breiten Eingangstür erstreckt sich eine großzügige Diele über die gesamte Länge des Hauses. Teile der Innenausstattung und die drei Schornsteine sind erhalten. Vor dem Brand galt der Denkmalschutz für das gesamte Objekt, die Bedeutung des Hauses als Kulturdenkmal und Teil der Schutzzone besteht weiterhin.